# Pascal Urano
Pascal Urano (né le 16 avril 1960) est un entrepreneur et ancien président du club de football français du CS Sedan Ardennes de 1994 jusqu'en 2013.

## Biographie
Il a obtenu la remontée de son équipe en L1 lors de la saison 1998-1999 puis lors de l'exercice 2005-2006. En 2012, ne souhaitant plus injecter son argent personnel dans le CSSA, il déclare vouloir se retirer et vend par conséquent tous les cadres de l'effectif sedanais, laissant l'entraîneur Laurent Guyot face au défi de maintenir le club en Ligue 2 lors de la saison 2012-2013, ce qu'il ne réalisera pas. Faute de repreneur, le CSSA est alors mis en liquidation judiciaire, laissant Pascal Urano sortir par la petite porte malgré tout ce qu'il a accompli au club, notamment la construction d'un centre de vie et d'entraînement réputé sur le domaine de Montvillers, à Bazeilles,,